# 钱江路隧道
钱江路隧道为杭州市隧道道路，南起钱江路解放东路口南侧，北至钱江路新业路口北侧，是杭州市民中心的配套工程。2007年05月19日通车。

## 相关事件
2007年5月21日凌晨，一辆集装箱车撞断了隧道限高杆，隧道随即被封闭。
2011年，连接市民中心的钱江路过街通道施工，钱江路隧道及（解放东路—新业路）地面道路暂时封闭，机动车改走西侧的临时便道。2012年3月16日，隧道回復通车。